# Friedrich Bronsart von Schellendorf
Friedrich Bronsart von Schellendorf (1864 – 1950) è stato un militare e politico tedesco,appartenente all'antica famiglia nobiliare prussiana dei Bronsart von Schellendorf.
Il colonnello Fritz Bronsart von Schellendorf divenne comandante del reggimento dei granatieri Königin Olga il 1º ottobre 1912. Assegnato alla Missione Militare tedesca presso l'Impero ottomano nel periodo 1913-1917, Bronsart von Schellendorf durante il primo conflitto mondiale ebbe l'incarico di primo assistente capo dello Stato maggiore ottomano. Fu uno dei tre tedeschi della missione militare ad aver ricevuto il titolo di pascià.
Bronsart von Schellendorf accompagnò il ministro della guerra Ismail Enver durante l'offensiva invernale ottomana del dicembre 1914 che culminò nella battaglia di Sarıkamış, benché egli non fosse favorevole ad azioni su larga scala.
Friedrich Bronsart von Schellendorf, il Maggiore Generale dell'Impero Ottomano, viene dipinto come "l'iniziatore del regime delle deportazioni armene" (vedi Genocidio armeno).